# Вооружённые силы Эквадора

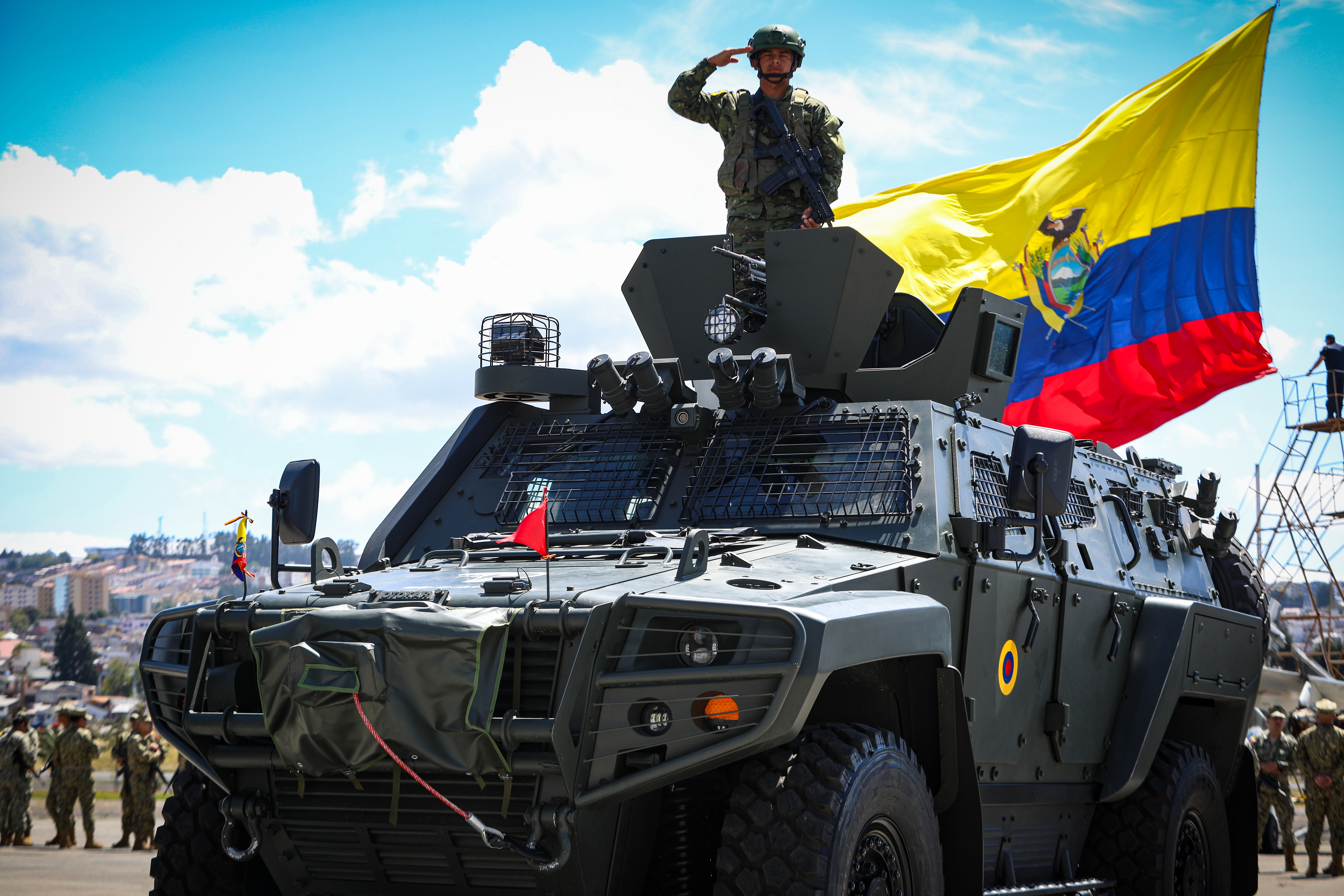
бронеавтомобиль "Cobra II" армии Эквадора (сентябрь 2023)

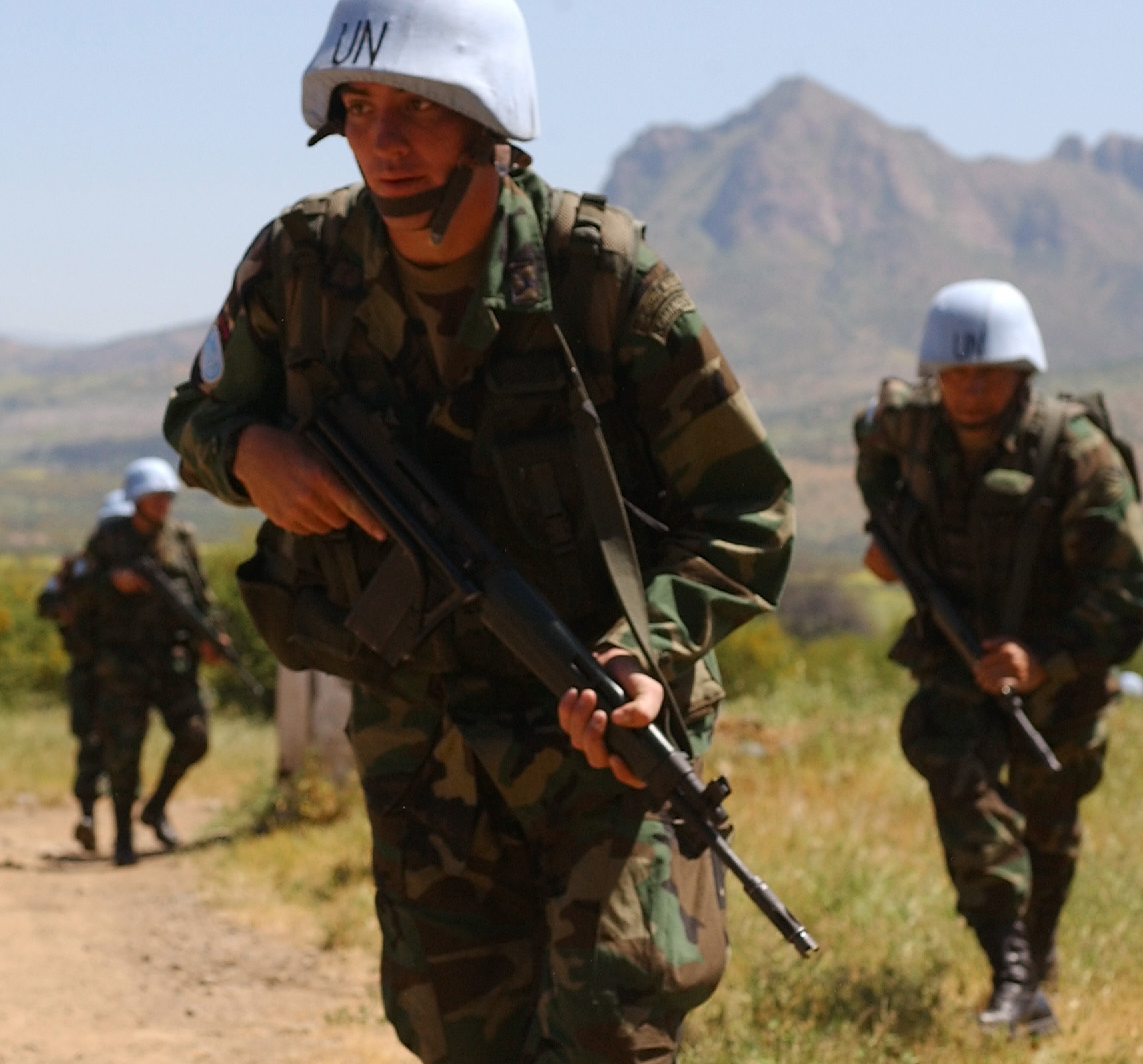
Военнослужащие ВС Эквадора.

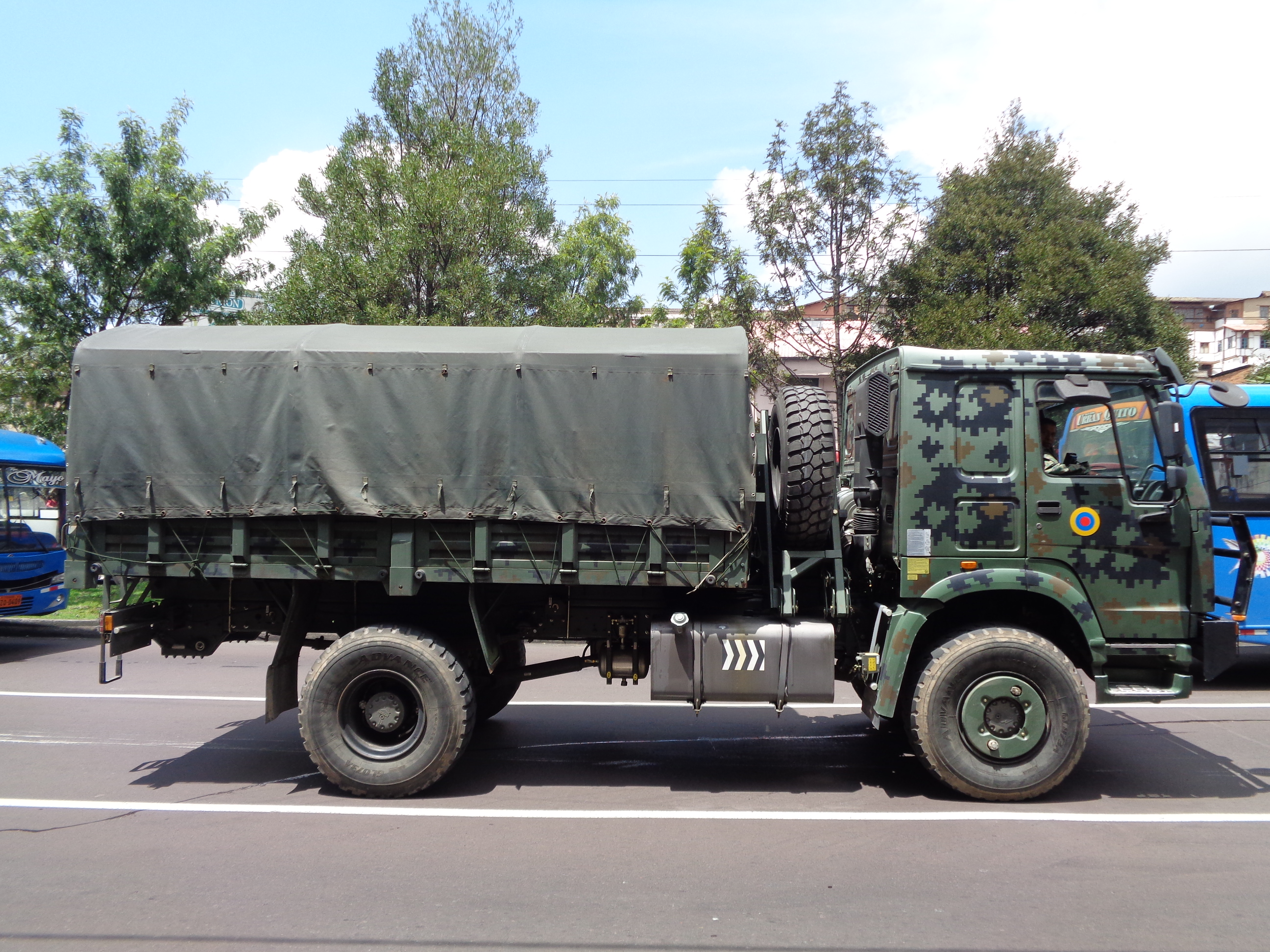
Грузовой автомобиль ВС Эквадора.

Морпехи Эквадора отрабатывают действия в городских условиях.

Вооружённые силы Эквадора (исп. Fuerzas Armadas del Ecuador) — совокупность войск и сил Республики Эквадор, предназначенная для защиты свободы, независимости и территориальной целостности государства. 
Состоят из органов военного управления, сухопутных войск, военно-морского флота и военно-воздушных сил, корпуса морской пехоты, корпуса береговой охраны и иное. Главнокомандующим, в соответствии с законами, является президент государства. Помимо задач защиты государства и страны, ВС Эквадора выполняют задачи по поддержанию внутреннего порядка, участвую в операциях против организованной преступности, наркоторговли и нелегальной иммиграции. Также принимают участие в социальной и экономической жизни государства и страны, предоставляя учителей для сельских районов страны, и участвуя в выполнении экологических программ. Военный бюджет Эквадора, в 2013—2016 годах, колебался между 2,2 % — 2,9 % от ВВП страны и составлял в 2016 году 2.5 млрд долларов США.

## История
История Вооружённой силы Эквадора неразрывно связана с борьбой за суверенитет, национальную независимость и освобождение от испанских колонизаторов.
Вооружённая организация Эквадора отсчитывают свою историю с 1820-х годов, от сражений войны за независимость от Испании и Колумбийско-перуанской войны (1828—1829), где эквадорские войска сражались в составе армии Великой Колумбии. ВС Эквадора участвовали в XIX веке в войне 1863 года с Новой Гранадой, в перуано-эквадорской войне 1858—1860, и в Испано-южноамериканская войне 1864—1866, в которую Эквадор вступил 30 января 1866 года.
В XX веке ВС воевали в серии пограничных конфликтов с Перу: Перуано-эквадорская война 1941—1942, Перуано-эквадорский конфликт 1981, Перуано-эквадорский конфликт 1995. С 1948 ВС Эквадора выделяют наблюдателей для миротворческих сил ООН.
В 1978 году вооруженные силы Эквадора насчитывали в своём составе около 31 500 военнослужащих, а численность сухопутных войск составляла около 20 000 человек, и включали в свой состав:
- бригады: 6 пехотных, две пограничных, одну броневую и танковую и одну специального назначения;
- три инженерных батальона;
- один батальон военной полиции.

На 1989 год численность эквадорских ВС насчитывала 40 000 человек личного состава.
В 2008—2009 годах прошла значительная реорганизация вооружённых сил.
На 2016 год в состав СВ ВС Эквадора входило четыре дивизии и два отдельных соединения — 23-я инженерная команда и 25-я бригада материально-технического обеспечения.
На вооружении есть советские (российские) вертолёты Ми-171Е и ПЗРК «Игла».

## Состав вооружённых сил
На 2016 год ВС Эквадора насчитывали более 41 000 человек без учёта резервистов, и начиная с 2008 года служба в ВС является добровольной, то есть по найму.

### Органы управления
Вооружёнными силами государства управляют главнокомандующий, министр обороны и другие лица и ведомства которые в соответствии с законами государства Эквадор отвечают за это. В 2003 году в Эквадоре были организованы пять военных командований. Каждому сухопутному командованию соответствует дивизия, расквартированная на территории подчинённой этому командованию.

### Сухопутные войска
Сухопутные войска Эквадора состоят из четырёх дивизий и некоторого количества отдельных частей, на вооружении состоит около 220 танков. Особое внимание в сухопутных войсках уделяется специальным подразделениям, предназначенным для действий в джунглях. Сухопутные силы имеют собственные авиаподразделения, не входящие в состав ВВС.

### Корпус морской пехоты
КМП ВС Эквадора основан 12 ноября 1962 года и представляет собой мобильное и хорошо подготовленное соединение численностью около 1 700 офицеров и морских пехотинцев.
Штаб-квартира — Гуаякиль, есть Школа морской пехоты. В составе КМП ВС Эквадора входят рота охраны и пять батальонов морской пехоты — «Хамбели», «Сан-Эдуардо», «Сан-Лоренцо», «Харамихо» и «Эсмеральдас».

### Корпус береговой охраны
Корпус береговой охраны ВС Эквадора сформирован в 1980 году для выполнения задач по обеспечению безопасности, защиты человеческой жизни на море и защиты окружающей среды, морской и речной деятельности на всей территории государства. Численность Корпуса береговой охраны составляет около 250 офицеров и матросов. На вооружении находится 30 крупных и 40 малых патрульных катеров.